# Debbie Rowe
Deborah Jeanne Rowe, mai cunoscută ca Debbie Rowe, (n. 6 decembrie 1958, Spokane, Washington, SUA) este o asistență medicală care a fost căsătorită timp de trei ani (1996-1999) cu cântărețul american Michael Jackson în 1996 cu care a avut doi copii.